# John Wesley Johnson
John Wesley Johnson (Missouri, 1836. március 22. – Eugene, Oregon, 1893. szeptember 14.) Oregon felsőoktatásának jelentős alakja, az Oregoni Egyetem első rektora.

## Élete
Családja Missouriből érkezett Oregon Territóriumba. Az úton édesanyja és lánytestvére is meghalt. A 14 éves Johnson feladata volt a család ökreinek végigterelése a 3200 kilométeres úton.
Missouriben nem járt iskolába, írni-olvasni csak tíz évesen tanult meg. 17 évesen Corvallisban járt iskolába, ahol kitűnő tanulmányi eredményei miatt rövidebb idő alatt érettségizhetett. Egy év múlva beiratkozott a Pacific Universityre, majd a két éves képzés elvégzését követően az állam első felsőoktatási intézménye, a Corvallis Academy (ma Oregoni Állami Egyetem) igazgatója lett.
Később felvételizett a Yale-re, azonban a tandíjat nem tudta fizetni, így kölcsönt vett fel és hajóval Panamába utazott, és tizenhat kilométert gyalogolt a Panama-vasútig. Az út során megbetegedett, és a polgárháborúban katonai szolgálatra alkalmatlannak minősítették. A keleti part elérése után hajóval New Yorkba ment, ahol a százfős évfolyamban hatodik legjobbként jogi diplomát szerzett.
1862-ben visszatért Oregonba, hogy jogász legyen, azonban a felsőoktatásban nagyobb szükség volt rá, és 1863-tól 1867-ig a McMinnville-i Főiskola (ma Linfield Egyetem) oktatója, majd rektora volt. Távozását követően hat éven át középiskolai igazgatóként dolgozott, majd 1873-ban az Oregoni Egyetem latin nyelvi oktatója lett. 1876. július 26-án az igazgatótanács rektorrá választotta.

## Az Oregoni Egyetemen
17 éven át volt az Oregoni Egyetem rektora, ezalatt felépült a Villard épület és az első kollégium (ma Friendly épület). Az egyetemen görög és latin nyelvet oktatott, emellett oktatási igazgató, hallgatói ügyekért felelős dékán, felvételi ügyintéző és dékán is volt.

## Emlékezete
1918-ban az Oregoni Egyetem adminisztrációs létesítményét Johnson épületre nevezték át.

## Fordítás
- Ez a szócikk részben vagy egészben  a   John Wesley Johnson című angol Wikipédia-szócikk ezen változatának fordításán alapul.  Az eredeti cikk szerkesztőit annak laptörténete sorolja fel. Ez a jelzés csupán a megfogalmazás eredetét és a szerzői jogokat jelzi, nem szolgál a cikkben szereplő információk forrásmegjelöléseként.